# Fachbauüberwacher
Der Fachbauüberwacher (FBÜ) ist Verantwortlicher für die Durchführung der vom Eisenbahn-Bundesamt an den Deutsche-Bahn-Konzern übertragenen Aufgaben für nichtanzeigepflichtige Baumaßnahmen der Fachrichtung Oberbau und Bahnübergänge gemäß VV BAU sowie denjenigen, die nach VV BAU-STE zu den einfachen technischen oder betrieblichen Maßnahmen zählen. Der Fachbauüberwacher muss über eine Zulassung durch die DB Netz AG verfügen sowie den Qualitätskriterien der jeweiligen fachtechnischen Funktionsausbildungen entsprechen.
Der Fachbauüberwacher muss über einen Meister oder vergleichbaren Abschluss verfügen. Der Bauüberwacher Bahn muss dagegen über eine Zulassung durch die DB AG und einen ingenieurtechnische Abschluss verfügen.
Die Ausbildung zum Fachbauüberwacher Oberbau ist in der Richtlinie 046.2752 der Deutschen Bahn geregelt.